# North Shore (Virginia)
North Shore es un lugar designado por el censo en el  condado de Franklin, Virginia  (Estados Unidos). Según el censo de 2010 tenía una población de 3.094 habitantes. Forma parte del área metropolitana de Roanoke.

## Demografía
Según el censo del 2000, North Shore tenía 2.112 habitantes, 994 viviendas, y 748 familias. La densidad de población era de 59,7 habitantes por km².
De los 994 viviendas en un 15,1%  vivían niños de menos de 18 años, en un 70%  vivían parejas casadas, en un 4% mujeres solteras, y en un 24,7% no eran unidades familiares. En el 21,2% de las viviendas  vivían personas solas el 8,6% de las cuales correspondía a personas de 65 años o más que vivían solas. El número medio de personas viviendo en cada vivienda era de 2,12 y el número medio de personas que vivían en cada familia era de 2,44.
Por edades la población se repartía de la siguiente manera: un 12,2% tenía menos de 18 años, un 3,5% entre 18 y 24, un 18,4% entre 25 y 44, un 42,5% de 45 a 60 y un 23,5% 65 años o más.
La edad media era de 54 años.  Por cada 100 mujeres de 18 o más años  había 98,8 hombres.
La renta media por vivienda era de 55.288$ y la renta media por familia de 62.546$. Los hombres tenían una renta media de 34.323$ mientras que las mujeres 24.612$. La renta per cápita de la población era de 34.028$. En torno al 1,3% de las familias y el 1,6% de la población estaban por debajo del umbral de pobreza.

## Localidades adyacentes
El siguiente diagrama muestra a las localidades más próximas a Westlake Corner.